# 안나 쿠르니코바

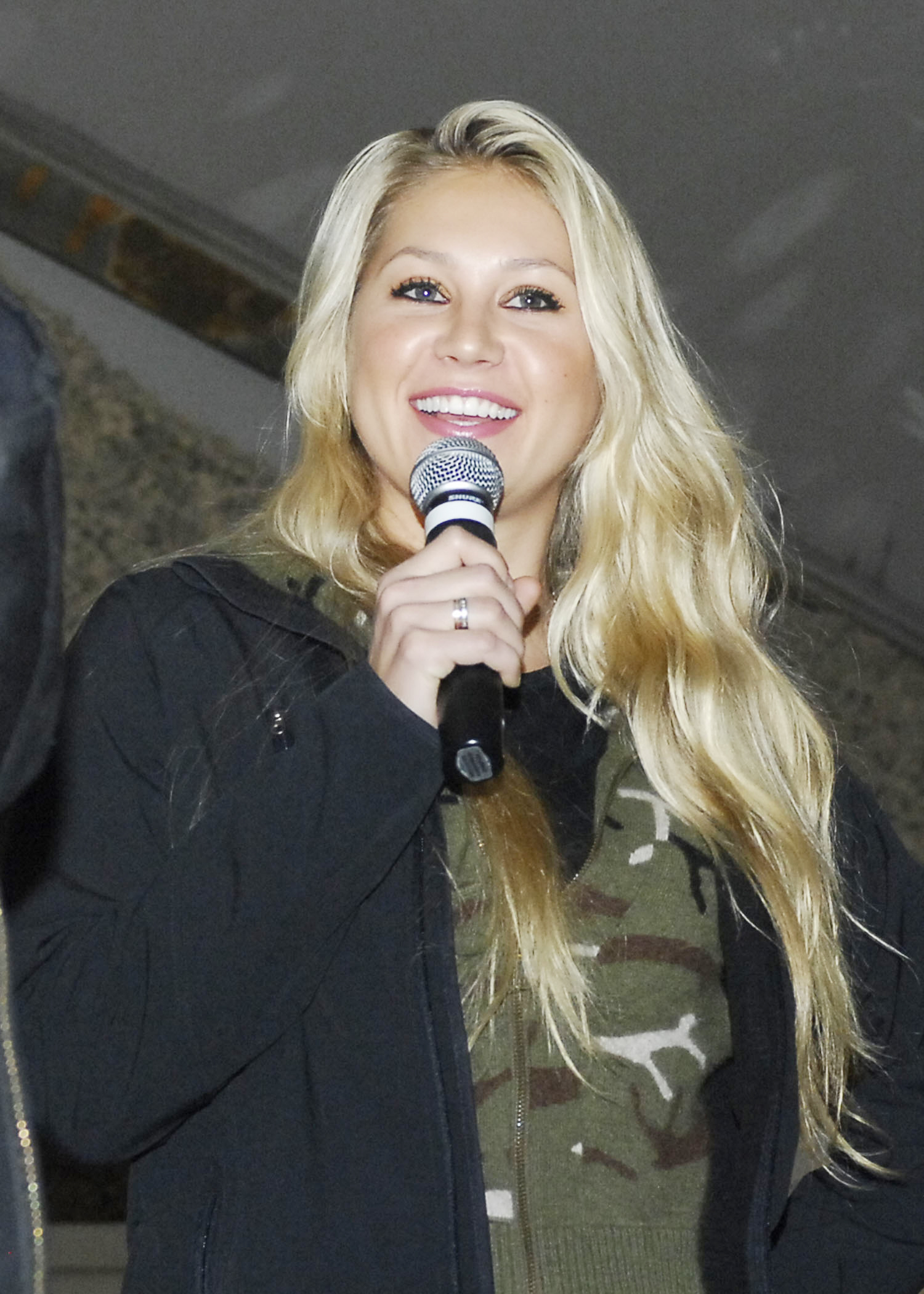
안나 쿠르니코바

안나 쿠르니코바(Anna Kournikova, 1981년 6월 7일 ~ )는 소비에트 연방 모스크바에서 태어난 여자 프로 테니스 선수이다. WTA 투어 단식 우승은 없지만, 복식 16승을 올렸다. 단식 자체 최고 순위는 8위로, 현재는 은퇴하였다.